# Stefano Antonucci
Pour les articles homonymes, voir Antonucci.
Stefano Antonucci, né le 12 octobre 1948 à Rome, est un acteur italien.

## Filmographie partielle
- 1982 : Sogni mostruosamente proibiti de Neri Parenti
- 1988 : Le Petit Diable (Il piccolo diavolo) de Roberto Benigni
- 1988 : Fantozzi va in pensione de Neri Parenti
- 1990 : Fantozzi alla riscossa de Neri Parenti
- 1990 : La voce della luna de Federico Fellini
- 1993 : Fantozzi in paradiso de Neri Parenti
- 1999 : Fantozzi 2000 – La clonazione de Domenico Saverni
- 1998 : Paparazzi de Neri Parenti
- 1998 : Le Dîner (La Cena) d'Ettore Scola
- 2002 : Ma femme s'appelle Maurice de Jean-Marie Poiré
- 2007 : Béton armé (Cemento armato) de Marco Martani

## Distinctions
- Ruban d'argent du meilleur acteur dans un second rôle en 1999 pour Le Dîner (La Cena).